# Mount Lightbody
Mount Lightbody är ett berg i Antarktis. Det ligger i Östantarktis. Nya Zeeland gör anspråk på området. Toppen på Mount Lightbody är 3 012 meter över havet, eller 22 meter över den omgivande terrängen. Bredden vid basen är 0,69 km. Lightbody ingår i Royal Society Range.
Terrängen runt Mount Lightbody är bergig åt nordväst, men åt sydost är den kuperad. Trakten är obefolkad. Det finns inga samhällen i närheten.